# Pseudolasius minor
Pseudolasius minor är en myrart som beskrevs av Horace Donisthorpe 1947. Pseudolasius minor ingår i släktet Pseudolasius och familjen myror. Inga underarter finns listade i Catalogue of Life.